# Jun Uruno
Jun Uruno (japanisch 宇留野 純 Uruno Jun; * 23. Oktober 1979 in der Präfektur Saitama) ist ein ehemaliger japanischer Fußballspieler.

## Karriere
Jun Uruno erlernte das Fußballspielen in der Schulmannschaft der Toko Gakuen High School. Seinen ersten Vertrag unterschrieb er 1998 bei Honda FC. Der Verein spielte in der zweithöchsten Liga des Landes, der Japan Football League. 2006 wechselte er zum Erstligisten Ventforet Kofu. Am Ende der Saison 2007 stieg der Verein in die J2 League ab. Für den Verein absolvierte er 61 Ligaspiele. 2009 wechselte er zum Ligakonkurrenten Roasso Kumamoto. Für den Verein absolvierte er 78 Ligaspiele. 2012 zog es ihn nach Thailand. Hier unterschrieb er einen Vertrag bei Bangkok United. Der Verein aus der Hauptstadt Bangkok spielte in der zweiten Liga, der Thai Premier League Division 1. Ende der Saison wurde er mit Bangkok United Tabellendritter und stieg somit in die erste Liga auf. Nach dem Aufstieg wechselte er zum thailändischen Zweitligisten Air Force United, einem Verein, der ebenfalls in Bangkok beheimatet war. Mit der Air Force wurde er am Ende der Saison Meister der zweiten Liga und stieg abermals in die erste Liga auf. 2014 kehrte er für ein Jahr zu seinem ehemaligen Verein Honda FC zurück. Für den Verein absolvierte er drei Spiele. Mit Honda wurde er 2014 Meister der Japan Football League. 2015 nahm ihn der thailändische Drittligist Ubon UMT United aus Ubon Ratchathani unter Vertrag. Mit UMT wurde er Tabellenzweiter in der Regional League Division 2 in der North/Eastern-Region. In der anschließenden Aufstiegsrunde wurde man Meister und stieg somit in die zweite Liga auf. Mitte 2016 wurde sein Vertrag aufgelöst und er beendete seine Karriere als Fußballspieler.

## Erfolge
Air Force United
- Thai Premier League Division 1: 2013

Honda FC
- Japan Football League: 2014

Ubon UMT United
- Regional League Division 2 – North/East: 2015 (Vizemeister)  ▲